# Cheval de bois (aviation)

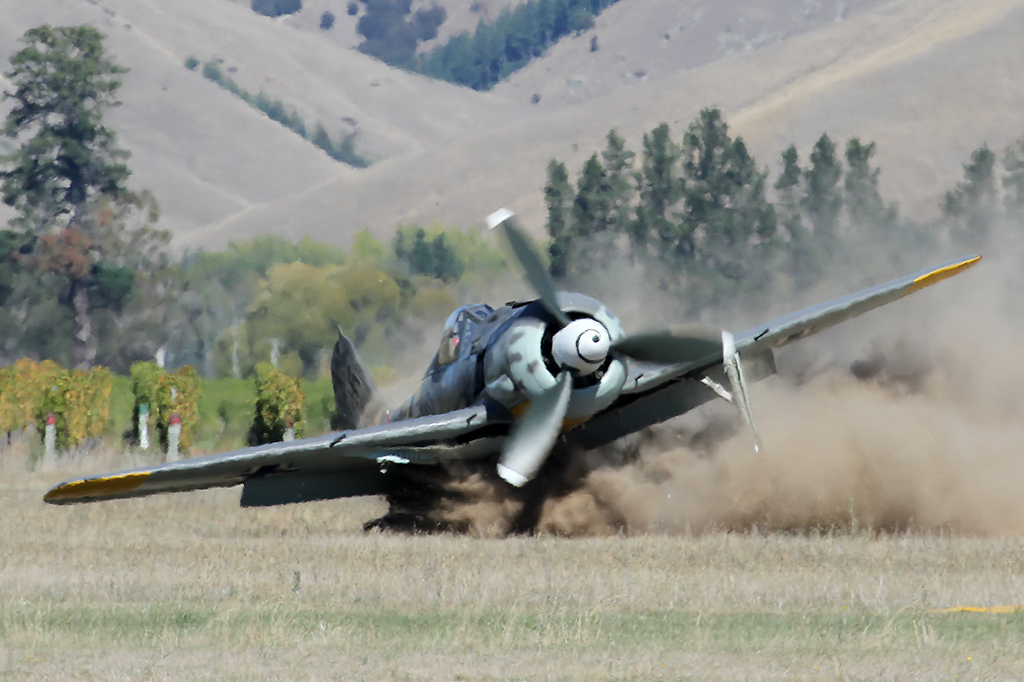
Une réplique de Focke-Wulf Fw 190 A-8 pendant un cheval de bois causé par une défaillance du frein de la roue droite. Le train d'atterrissage principal droit s'effondre.

En aviation, un cheval de bois est une rotation rapide d'un aéronef à voilure fixe dans le plan horizontal (lacet) alors qu'il est au sol. Les forces aérodynamiques peuvent alors augmenter la portance de l'aile qui avance qui a tendance à s'élever, ce qui peut alors amener l'extrémité de l'autre l'aile à toucher le sol.

## Cheval de bois
Dans les avions à moteur, le cheval de bois se produit principalement avec les avions équipés d'un train d'atterrissage classique en raison du centre de gravité situé derrière les roues principales. Cela peut également se produire avec un train d'atterrissage tricycle si une charge excessive est appliquée sur la roue avant.
Si le sens du vent est différent de la direction suivie par l'avion (vent de travers), une force latérale s'exerce sur les roues. Si cette force est placée devant le centre de gravité, le moment qui en résulte fait pivoter l'avion face au vent ce qui augmente l'effort sur le train et renforce le phénomène. Pour éviter le cheval de bois le pilote doit contrer rapidement toute tendance à virer, tant que les moyens de contrôle (gouvernes et retenue par la béquille ou la roulette de queue) le permettent. Dès que les commandes sont insuffisantes pour maitriser l'embardée le cheval de bois devient inévitable.

## Facteurs contributifs
Les chevaux de bois se produisent lorsque l'avion se déplace au sol, que ce soit lors du roulage, de l'atterrissage ou du décollage .Ils peuvent endommager le train d’atterrissage et les extrémités des ailes d’un avion. Plusieurs chevaux de bois ont entraîné des décès.
Dans le crash du vol Pan Am 121 en 1947, le capitaine Michael Graham, l'un des passagers survivants, a déclaré que l'atterrissage aurait été réussi si un moteur de l'aile gauche ne s'était planté dans le sol, entraînant l'avion dans un cheval de bois qui l'a brisé en deux.
Des chevaux de bois peuvent se produire lors d'un atterrissage sur sol boueux, une chaussée mouillée ou des surfaces gelées, en particulier s'il y a des flaques d'eau ou des plaques. Elles peuvent également se produire lorsqu'un avion quitte une surface en dur : par exemple si une panne de moteur dans des avions multimoteurs produit une poussée asymétrique. Une autre cause fréquente est la défaillance d’un pneu ou d’un frein de roue, entraînant une perte de contrôle directionnel.
Un cheval de bois peut également être utilisé volontairement comme une forme rudimentaire de freinage d'urgence lors de l'atterrissage, « si la vitesse est trop élevée pour s'arrêter le pilote appuie plus fort sur un frein que sur l'autre pour faire un virage serré au sol. C'est un cheval de bois. ».

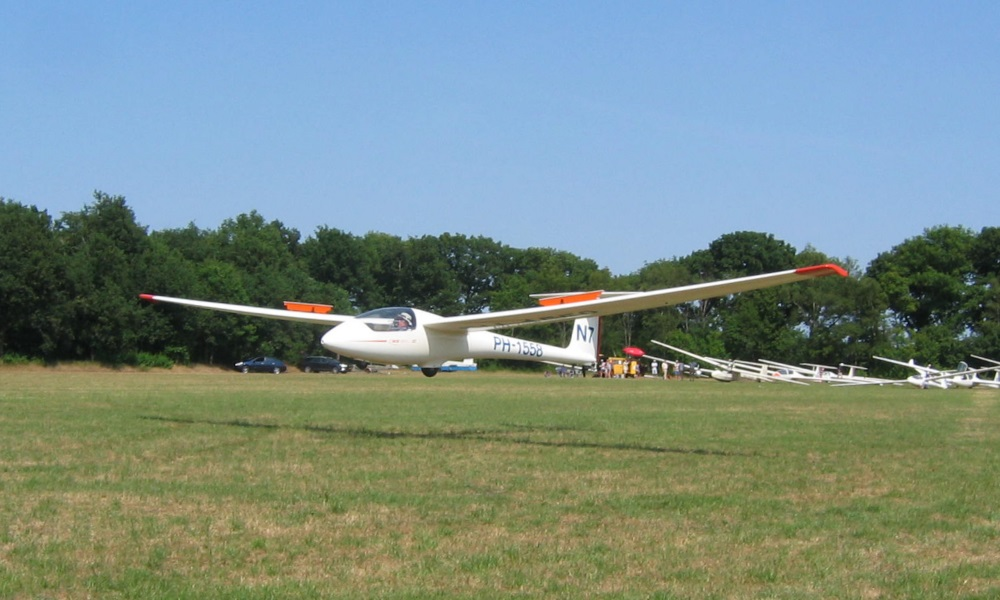
Le Schleicher ASK 23 est un planeur monoplace adapté aux pilotes peu expérimentés. Il possède une roue avant et sa roue principale est située derrière le centre de gravité. Cela permet d'éviter le risque de cheval de bois en début du décollage remorqué par vent latéral.

Au début du décollage en remorqué les planeurs sont exposés au cheval de bois en cas de vent latéral. Le souffle de l'hélice du remorqueur dévié par le vent vient frapper l'aile sous le vent ce qui génère plus de portance. Si l'efficacité des ailerons ne permet pas de surmonter cette portance dissymétrique l'aile au vent touche le sol et provoque un départ en cheval de bois. Le pilote du planeur doit alors larguer rapidement le câble de remorquage. Les planeurs équipés d'une grande roue principale et d'une roulette de queue ou d'une Béquille sont sensibles à cette forme de chevaux de bois en raison de l'incidence élevée de l'aile au début du roulage. Pour les planeurs équipés d'une deuxième roue à l'avant ou d'un patin l'incidence de l'aile est faible au début du décollage et ils sont moins sujets à ce problème. On apprend aux pilotes d'avions remorqueurs à retarder l'application de la pleine puissance jusqu'à ce que le planeur se déplace suffisamment vite pour se mettre en ligne de vol réduisant ainsi l'angle d'attaque de l'aile.

## Cheval de bois volontaire
Les pilotes peuvent décider d'exécuter délibérément un cheval de bois, généralement en dernier recours avant de heurter un objet immobile, comme dans le cas du vol 605 de China Airlines. Dans de tels cas, l'énergie peut être dissipée en endommageant les ailes de l'avion pour protéger les occupants assis dans le fuselage.